# Ligue Antilles 2006-2007
La Ligue Antilles 2006-2007 fut la quatrième édition de la Ligue Antilles de football.
Cette édition fut remportée pour la 3e fois en 4 ans par les Martiniquais du Club Franciscain qui montre sa domination sur le football antillais.
En finale, ils ont battu le champion des Antilles en titre, le Racing Club de Rivière Pilote sur le score de 3-0 ce qui constitue une revanche car l'année précédente les Pilotains l'avaient emporté sur le même score détrônant ainsi le Club Franciscain.
Cette édition est marquée par la diminution des matches disputés dans la phase de groupes, toutes les équipes se rencontrent qu'une fois au lieu de deux lors des éditions précédentes.

## Participants
Pour la Guadeloupe : JS Vieux-Habitants, AS Gosier (4e participation) , CS Moulien (3e participation) et l'Étoile de Morne-à-l'Eau (4e participation).
Pour la Martinique : Racing Club de Rivière-Pilote (4e participation et tenant du titre) , la Samaritaine, le Club Franciscain (4e participation) et l'Aiglon du Lametin (3e participation).

## Résultats

### Groupe A
| Equipe                        | Pts | J | V | N | D | B+ | B- | diff |
| ----------------------------- | --- | - | - | - | - | -- | -- | ---- |
| Racing Club de Rivière-Pilote | 6   | 3 | 2 | 0 | 1 | 6  | 2  | +4   |
| Samaritaine                   | 6   | 3 | 2 | 0 | 1 | 8  | 6  | +2   |
| JS Vieux-Habitants            | 3   | 3 | 1 | 0 | 2 | 6  | 8  | -2   |
| AS Gosier                     | 3   | 3 | 1 | 0 | 2 | 2  | 6  | -4   |

1re journée (27 et 28 février 2007) :
 JS Vieux-Habitants 3 - 1 AS Gosier 
 Racing Club de Rivière-Pilote 3 - 1 Samaritaine 
2e journée (31 mars 2007) :
 AS Gosier 1 - 0 Racing Club de Rivière-Pilote 
 JS Vieux-Habitants 2 - 3 Samaritaine 
3e journée (22 avril 2007) :
 Samaritaine 4 - 1  JS Vieux-Habitants 
 Racing Club de Rivière Pilote 3 - 0 AS Gosier 

### Groupe B
| Equipe                  | Pts | J | V | N | D | B+ | B- | diff |
| ----------------------- | --- | - | - | - | - | -- | -- | ---- |
| Club Franciscain        | 6   | 3 | 2 | 0 | 1 | 6  | 2  | +4   |
| Étoile de Morne-à-l'Eau | 6   | 3 | 2 | 0 | 1 | 8  | 6  | +2   |
| CS Moulien              | 3   | 3 | 1 | 0 | 2 | 6  | 8  | -2   |
| Aiglon du Lamentin      | 3   | 3 | 1 | 0 | 2 | 2  | 6  | -4   |

1re journée (27 et 28 février 2007) :
 Club Franciscain 4 - 0 Aiglon du Lamentin 
 CS Moulien 0 - 2 Étoile de Morne-à-l'Eau 
2e journée (31 mars 2007) :
 Club Franciscain 3 - 1  Étoile de Morne-à-l'Eau 
 Aiglon du Lamentin 1 - 2 CS Moulien 
3e journée (22 avril 2007) :
 Étoile de Morne-à-l'Eau 4 - 0  Aiglon du Lamentin 
 CS Moulien 0 - 1 Club Franciscain 

### Finale
1er juin 2007 :
 Club Franciscain  3 - 0 Racing Club de Rivière Pilote 
Le Club Franciscain remporte pour la troisième fois la Ligue Antilles.